# Kim Dae-jung
Kim Dae-jung (Tiếng Hàn: 김대중, Hanja: 金大中, phiên âm tiếng Việt: Kim Tê Chung, phiên âm Hán-Việt: Kim Đại Trung; 6 tháng 1 năm 1924–18 tháng 8 năm 2009), thường được gọi bằng tên viết tắt của ông là DJ là chính khách, nhà hoạt động dân chủ Hàn Quốc, và là Tổng thống thứ 8 của Hàn Quốc từ năm 1998 đến năm 2003, chủ nhân của giải Nobel Hòa bình năm 2000. Kim là nguòi Hàn Quốc duy nhất cho đến hiện tại dược trao giải thưởng Nobel. Ông được mệnh danh là "Nelson Mandela của châu Á" vì đã dành phần lớn cuộc đời để hoạt động chính trị nhằm đấu tranh chống lại chế độ độc tài cũng như chính sách Ánh dương mà ông đã áp dụng đối với Nhà nước Cộng hòa Dân chủ Nhân dân Triều Tiên ở miền Bắc.
Ông Kim là ứng cử viên đối lập đầu tiên đắc cử tổng thống và được các sử gia xếp hạng là tổng thống vĩ đại thứ 2 trong lịch sử Hàn Quốc (chỉ sau cố Tống thống Park Chung-hee, người đã đưa kinh tế Hàn Quốc phát triển ngoạn mục với kỳ tích sông Hán).
Sinh ra ở Hauido, Shinan-gun, Jeollanam-do, Kim Dae-jung phải chịu nhiều áp bức từ chế độ quân sự, bao gồm bắt cóc, quản thúc tại gia và bỏ tù. Kim tham gia chính trường với tư cách là thành viên phe mới của Đảng Dân chủ. Ông là một chính trị gia đối lập, người đã thực hiện phong trào dân chủ hóa chống lại chế độ độc tài quân sự từ nền Cộng hòa thứ ba vào những năm 1960 đến nền cộng hòa thứ năm vào những năm 1980. Ông tiếp tục thua trong các cuộc bầu cử tổng thống cho đến cuộc bầu cử tổng thống lần thứ 7 năm 1971, cuộc bầu cử tổng thống lần thứ 13 năm 1987 và cuộc bầu cử tổng thống lần thứ 14 năm 1992. Tuy nhiên, trong cuộc bầu cử tổng thống lần thứ 15 năm 1997, ông đã đánh bại ứng cử viên Đảng Đại Quốc Lee Hoi-chang thông qua liên minh với Kim Jong-pil và DJP. Ông Kim là ứng cử viên đối lập đầu tiên đắc cử tổng thống. Vào thời điểm nhậm chức năm 1998, ông đã 74 tuổi, trở thành tổng thống lớn tuổi nhất trong lịch sử.
Ông thúc đẩy chính sách Ánh Dương, một chính sách xoa dịu Triều Tiên, và tổ chức hội nghị thượng đỉnh liên Triều lần đầu tiên với nhà lãnh đạo Triều Tiên Kim Jong-il vào tháng 6 năm 2000. Ông là người Hàn Quốc đầu tiên và duy nhất cho đến nay nhận giải Nobel Hòa bình trong nhiệm kỳ của mình vào năm 2000 vì những đóng góp trong việc cải thiện nhân quyền và thúc đẩy quan hệ liên Triều và Nhật Bản. Ông cũng được trao Giải Nhân quyền Rafto của Na Uy năm 2000, Huân chương Hoa hồng Sharon năm 1998, Giải thưởng Nhân quyền của Liên đoàn Nhân quyền Quốc tế năm 1998, Huy chương Tự do Philadelphia của Hoa Kỳ năm 1999, Giải thưởng Nhân quyền Bắc Mỹ của Hiệp hội Nhân quyền Hàn Quốc, Giải thưởng Nhân quyền George Meany của Hoa Kỳ, và Giải thưởng Nhân quyền Bruno Kreisky. Ông rất xuất sắc trong việc diễn thuyết trước công chúng và đã nhận được ghi vào sách kỷ lục Guinness thế giới cho bài phát biểu dài nhất trước Quốc hội. Ngay cả trong mùa đông lạnh giá nhất, nó vẫn được ví như cây kim ngân có thể chịu đựng mọi loại gió mưa. Sau khi mãn nhiệm kỳ năm 2003, ông qua đời ở tuổi 85 vào ngày 18 tháng 8 năm 2009 do suy đa tạng và hội chứng suy hô hấp do viêm phổi.

## Tuổi trẻ và trước khi tham gia chính trị

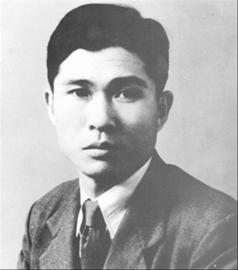
Kim Dae-jung năm 1943

Các văn bản chính thức ghi ngày sinh của Kim Dae-jung là 3 tháng 12 năm 1925, tuy nhiên có nguồn cho rằng ngày sinh thật là 6 tháng 1 năm 1924, chính Kim đã đổi để tránh bị cưỡng bức tòng quân trong thời kỳ Nhật Bản chiếm đóng Hàn Quốc. Ông sinh ra ở huyện Sinan, thuộc tỉnh Jeolla, nay là Jeolla Nam.  Kim là hậu duệ thế hệ thứ 12 của Kim Ik-soo (김익수;金益壽), người từng giữ chức Bộ trưởng thứ hai của Bộ Chiến tranh (병조참판;兵曹參判) và Bộ trưởng dân sự (문신;文臣), người tham gia vào việc xây dựng Gwansanggam trong thời kỳ Joseon. Ik-soo là cháu trai của Kim Young-jeong (김영정;金永貞) của Gia tộc Gimhae Kim, điều này khiến ông trở thành họ hàng xa của Kim Jong-pil. Kim sinh ra ở Quận Sinan, Nam Jeolla lúc bấy giờ là Tỉnh Jeolla Nam; thành phố hiện nay ở Jeollanam-do. Gia đình Kim đã chuyển đến thành phố cảng Mokpo gần đó để ông có thể học xong trung học. Ông phải đổi tên thành Toyota Taichū (豊田大中) vì sắc lệnh sōshi-kaimei được thông qua.
Kim tốt nghiệp trường Trung cấp Kinh doanh Mokpo năm 1943 với thành tích xuất sắc. Sau khi làm thư ký cho một công ty hàng hải của Nhật, ông trở thành chủ công ty và trở nên giàu có. Ông đã đào thoát khỏi sự xâm lược của Cộng hòa Dân chủ Nhân dân Triều Tiên trong Chiến tranh Triều Tiên. Năm 1945, Kim cưới người vợ đầu tiên Cha Yong-ae và có hai con trai. Sau thất bại của Nhật Bản trong Thế chiến thứ hai và sự giải phóng của Hàn Quốc, ông được bầu làm chủ tịch ủy ban quản lý công ty. Năm 1946, khi Hàn Quốc mới được giải phóng tranh luận về cách tự quản lý lần đầu tiên sau 40 năm, ông gia nhập một tổ chức dân tộc chủ nghĩa với cả thành viên thân Cộng sản và chống Cộng nhưng đã rời đi sau những bất đồng với những người thân cộng sản. Tuy nhiên, điều này khiến ông có nguy cơ bị truy nã từ các đối thủ chính trị trong sự nghiệp chính trị tương lai của mình. Năm 1947, ông mua một con tàu và thành lập công ty vận tải biển của riêng mình và năm 1948, Kim trở thành chủ bút của nhật báo Mokpo. Khi Chiến tranh Triều Tiên bắt đầu vào tháng 6 năm 1950, Kim đang đi công tác ở Seoul. Khi đi bộ trở lại Mokpo, ông bị cộng sản Bắc Triều Tiên bắt và bị kết án bắn, mặc dù ông đã trốn thoát được.

## Đấu tranh chống độc tài quân sự

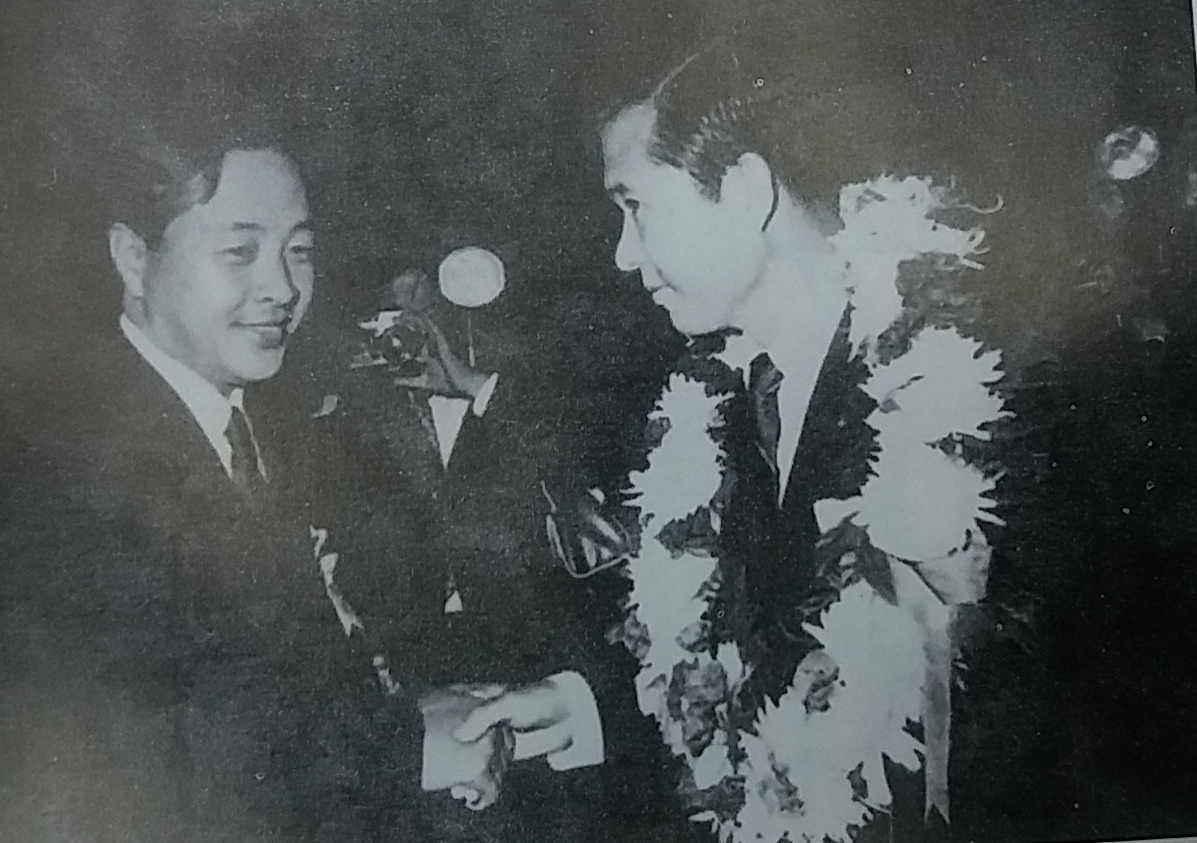
Kim Dae-jung và Kim Young-sam năm 1960

Kim bắt đầu tham gia chính trường từ năm 1954, dưới thời tổng thống đầu tiên của Hàn Quốc là Lý Thừa Vãn. Ông đắc cử ghế nghị sĩ tại Quốc hội năm 1961, nhưng kết quả bầu cử bị hủy bỏ do lúc ấy đã xảy ra một cuộc đảo chính quân sự do tướng Park Chung Hee lãnh đạo. Tuy nhiên ông liên tiếp đắc cử các cuộc bầu cử nghị viện vào các năm 1963 và 1967, sau đó dần trở thành lãnh tụ phái đối lập. Do đó, ông được phái đối lập đưa ra tranh cử trong cuộc bầu cử tổng thống năm 1971.

### Chiến dịch tranh cử tổng thống năm 1971
Sau khi hoàn thành khóa học thạc sĩ kinh tế tại Đại học Kyung Hee vào năm 1970, ông tranh cử với tư cách là ứng cử viên đối lập cho cuộc bầu cử bầu cử tổng thống năm 1971, chống lại Tổng thống Park Chung Hee. Tổng thống Park đã bãi bỏ giới hạn nhiệm kỳ và đang tìm cách tranh cử nhiệm kỳ thứ ba. Là một nhà hùng biện rất tài năng, Kim có thể thu hút được lòng trung thành vững chắc của những người ủng hộ ông. Kim đã giành được sự đề cử của đảng đối lập trước Kim Young-sam, một chính trị gia ủng hộ dân chủ khác.
Kim hứa hẹn về một "nền kinh tế đại chúng" theo định hướng phúc lợi và cũng ủng hộ việc giảm bớt căng thẳng với Triều Tiên, đồng thời dự đoán chính xác rằng nếu Park tái đắc cử, ông sẽ trở thành một "nhà độc tài".
Ông gần như đã có thể đánh bại Park, người đoạt được thắng lợi cuối cùng bằng một chiến dịch truyền thông đầy thiên vị. Tuy vậy Kim đã tỏ ra ảnh hưởng mạnh mẽ; đặc biệt ở vùng Jeolla nơi ông nhận được tới 95% phiếu phổ thông, một kỷ lục hiện vẫn chưa bị phá ở Hàn Quốc.

### Âm mưu ám sát
Một tháng sau cuộc bầu cử tổng thống, trong khi Kim Dae-jung đang vận động tranh cử cơ quan lập pháp, ông đã bị tai nạn xe hơi nghiêm trọng sau cuộc bầu cử; đây có thể là một vụ tấn công có chủ đích (để lại thương tật vĩnh viễn cho ông ở hông). Do đó ông phải rời nước để sang Nhật, nơi ông tiếp tục lãnh đạo phong trào dân chủ chống độc tài, vốn trở nên càng mạnh mẽ bởi Hiến pháp Duy Tân năm 1972 của Park Chung-hee.

### Bị NIS bắt cóc năm 1973
Ngày 8 tháng 8 năm 1973, sau một cuộc họp với lãnh đạo Đảng Dân chủ Thống Nhất tại khách sạn Grand Palace ở Tokyo, ông bị một nhóm đặc vụ Hàn Quốc trực thuộc NIS bắt cóc và dự định thủ tiêu nhưng sau đó đã được thả ra, điều mà về sau ông còn nhắc lại trong diễn văn khi nhận giải Nobel.
Tôi đã sống và tiếp tục sống với niềm tin rằng Chúa luôn ở bên tôi. Tôi biết điều này từ kinh nghiệm. Vào tháng 8 năm 1973, khi đang sống lưu vong ở Nhật Bản, tôi bị các nhân viên tình báo của chính phủ quân sự Hàn Quốc bắt cóc ngay từ phòng khách sạn ở Tokyo. Tin tức về vụ việc đã khiến cả thế giới phải giật mình. Các đặc vụ đưa tôi lên chiếc thuyền đang thả neo dọc bờ biển. Họ trói tôi lại, bịt mắt và bịt miệng tôi. Ngay khi họ chuẩn bị ném tôi xuống biển, Chúa Giêsu Kitô đã xuất hiện trước mặt tôi một cách rõ ràng như vậy. Tôi bám lấy ngài và cầu xin ngài ấy cứu tôi. Ngay lúc đó, một chiếc máy bay đã được chính Thiên Chúa toàn năng phái xuống để cứu tôi khỏi cánh cửa tử.— Kim Dae-jung

Philip Habib, đại sứ Hoa Kỳ tại Seoul, đã cầu xin cho ông với chính phủ Hàn Quốc; "máy bay" được nhắc đến là máy bay tuần tra của Lực lượng Phòng vệ Hàng hải Nhật Bản đang theo dõi những kẻ bắt cóc.

### Bị kết án tử hình và trục xuất

Tổng thống Chun Doo-hwan đến gặp Tổng thống Hoa Kỳ Ronald Reagan tại Nhà Trắng vào tháng 2 năm 1981. Reagan mời Chun để đổi lấy việc Chun giảm án tử hình cho Kim Dae-jung.

Sau đó, ông quyết định trở về Seoul, nhưng chính quyền quân sự cấm ông tham gia các hoạt động chính trị và năm 1976 thì bắt giam, kết án ông 5 năm tù vì đã tham gia một cuộc biểu tình lớn chống chính quyền. Từ năm 1978, mức án được giảm xuống thành quản thúc tại gia dưới sức ép của cộng đồng quốc tế. Tổ chức Ân xá Quốc tế đã gọi ông là một "tù nhân lương tâm".
Sau vụ ám sát Park Chung Hee năm 1979, Kim được trao trả tự do hoàn toàn. Nhưng chỉ một năm sau, vào năm 1980, Chun Doo-hwan tiến hành đảo chính và sau đó đàn áp dã man Phong trào dân chủ Gwangju. Trong làn sóng bắt bớ thanh trừng sau đó, ông bị tuyên án tử hình với hai tội danh là nổi loạn và gián điệp. Nhiều tổ chức nhân quyền và quốc gia dân chủ đã vận động bãi bỏ án quyết này, trong đó Giáo hoàng Gioan Phaolô II có gửi thư cho Chun để xin ân xá cho Kim. Trong lúc sắp bị hành hình (bằng cách bị trói đưa lên trực thăng và quăng xuống biển), sự can thiệp muộn màng của chính phủ Hoa Kỳ đã tỏ ra có hiệu quả: án quyết giảm xuống còn 20 năm tù, và về sau trở thành trục xuất sang Hoa Kỳ. Tháng 12 năm 1982, Kim Dae-jung sang cư trú tại Boston và giảng dạy với tư cách giáo sư thỉnh giảng ở Trung tâm Sự vụ Quốc tế của Đại học Harvard. Trong thời kỳ này ông đã có nhiều bài viết chỉ trích chính quyền độc tài quân sự của Chun trên các tạp chí uy tín. Vào ngày 30 tháng 3 năm 1983, Kim có bài phát biểu về nhân quyền và dân chủ tại Đại học Emory ở Atlanta, Georgia và nhận bằng Tiến sĩ Luật danh dự của trường này. Vào năm 1985, ông quyết định trở về quê hương.

## Xây dựng nền dân chủ mới
Trở lại Seoul, Kim lập tức đối mặt với lệnh quản thúc, nhưng tiếp tục đóng vai trò lãnh đạo phe đối lập. Năm 1987, Chun Doo-hwan nhìn nhận sự phản đối độc tài của người dân, đồng ý từ chức và tổ chức cuộc bầu cử tổng thống công bằng đầu tiên ở Hàn Quốc. Phe đối lập đã không tìm được tiếng nói thống nhất, số phiếu của họ bị phân chia giữa Kim Dae-jung (27%) và Kim Young-sam (28%), khiến cho ứng viên Roh Tae-woo – một cựu tướng lĩnh được Chun đỡ đầu chiến thắng chỉ với 36,5 % phiếu phổ thông.
Năm 1992, ông lại một lần nữa thất bại trong cuộc bầu cử tổng thống, lần này là cuộc đối đầu trực tiếp với Kim Young-sam, người sáp nhập đảng của mình với Đảng Dân chủ Công lý cầm quyền để lập nên Đảng Đại Dân tộc. Nhiều người tin rằng sự nghiệp chính trị của Kim Dae-jung đã kết thúc khi ông rời bỏ chính trường, sang Anh và nhận một vị trí tại Clare Hall thuộc Đại học Cambridge. Tuy nhiên vào năm 1995, ông tuyên bố quay lại và tham gia vào cuộc bầu cử tổng thống lần thứ tư của mình.
Và lần này, tình thế có phần thuận lợi hơn cho ông khi công chúng đang phản đối chính sách của chính phủ trong việc vực dậy nền kinh tế khỏi cú sốc của cuộc Khủng hoảng tài chính châu Á 1997 bùng nổ chỉ ít ngày trước kỳ bầu cử. Kết quả là trong cuộc bầu cử ngày 18 tháng 12 năm 1997, liên danh với ứng viên phó tổng thống Kim Jong-pil, ông đã đánh bại Lee Hoi-chang – ứng cử viên được Kim Young-sam hậu thuẫn. Thắng lợi của ông cũng đến một phần từ sự chia rẽ trong đảng đối lập, cho phép ông đắc cử với chỉ 40,3% phiếu phổ thông. Ông chính thức tuyên thệ làm tổng thống thứ 8 của Đại Hàn Dân Quốc, buổi lễ diễn ra vào ngày 25 tháng 2 năm 1998, đánh dấu lần đầu tiên trong lịch sử Hàn Quốc một đảng cầm quyền chuyển giao quyền lực trong hòa bình cho người đối lập chiến thắng trong một cuộc bầu cử dân chủ.

## Tổng thống (1998–2003)

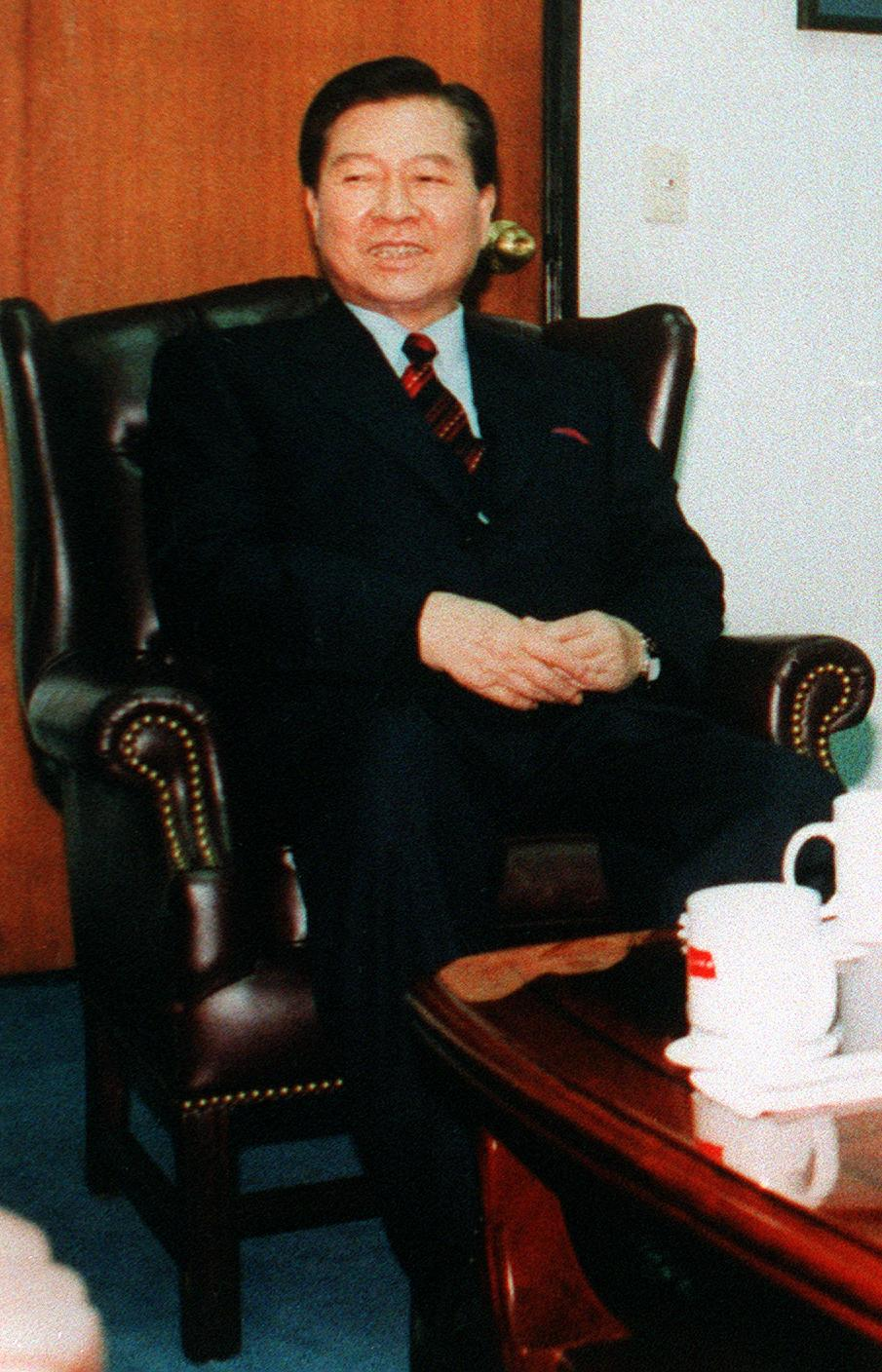
Kim vào tháng 1 năm 1998

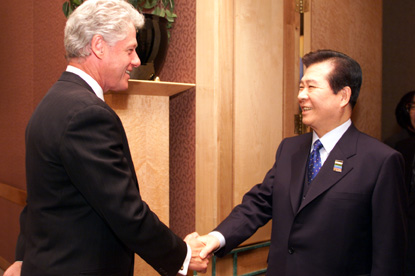
Kim đón tiếp Tổng thống Hoa Kỳ Bill Clinton (trái) tại hội nghị APEC ở Auckland, 12 tháng 12 năm 1999.

Ông tuyên thệ nhậm chức tổng thống thứ 8 của Hàn Quốc vào ngày 25 tháng 2 năm 1998. Việc này đánh dấu lần đầu tiên trong lịch sử Hàn Quốc mà đảng cầm quyền chuyển giao quyền lực một cách hòa bình cho một đảng đối lập được bầu một cách dân chủ. Kim nhậm chức trong bối cảnh khủng hoảng kinh tế Châu Á lên đến đỉnh điểm. Trong bài phát biểu nhậm chức, Tổng thống Kim đã mô tả chính quyền của mình là "chính phủ của nhân dân".

### Kinh tế
Khi Kim Dae-jung mới nhậm chức, đã có những ngờ vực về khả năng điều hành của ông, người được biết tới như một nhà hoạt động dân chủ nhiều hơn là một nhà quản lý. Tuy nhiên ông đã tỏ ra cực kỳ xuất sắc trong vị trí của mình.
Với tư cách  ứng cử viên tổng thống, Kim đã đặt câu hỏi ngắn gọn về điều kiện kèm theo các khoản vay của IMF và gợi ý rằng ông có thể đàm phán lại. Tuy nhiên sau khi đắc cử, Kim đã nhanh chóng nhận ra tầm quan trọng của thỏa thuận IMF trong việc khôi phục kinh tế Hàn Quốc. Kể từ đó, ông thực hiện chính sách tân tự do nhất trong số các tổng thống lớn của Hàn Quốc, và biệt danh của ông là "Nhà cách mạng tân tự do" (tiếng Hàn: 신자유주의 혁명가).
Đáp lại cú sốc của cuộc khủng hoảng tài chính (kinh tế tăng trưởng –5,8% năm 1998), Tổng thống Kim đã tiến hành những cuộc cải cách mạnh mẽ nhằm tái cấu trúc nền kinh tế. Ông tìm cách giảm bớt những ưu đãi cho các chaebol (các tập đoàn gia tộc đại tư bản lớn, lâu đời ở Hàn Quốc như LG, Hyundai hay Samsung, có quyền lực về kinh tế và quan hệ mật thiết với chính quyền) trong khi tăng cường sự minh bạch về tài chính. Năm 1999, nền kinh tế tăng trưởng trở lại 10,2% và tiếp tục duy trì tốc độ những năm sau đó. Ông cũng vận động để đưa thành luật dẫn đến sự hình thành chế độ phúc lợi xã hội đương đại ở Hàn Quốc; trong nhiệm kỳ của ông, Hàn Quốc đã đồng tổ chức (cùng với Nhật Bản) thành công kỳ World Cup 2002. Ông cũng tỏ ra khoan dung với những lãnh đạo cũ của chế độ đã từng bắt giữ và tuyên án tử hình mình.

### Cải cách lao động
Chính phủ của Kim Dae-jung cũng nâng cao tính linh hoạt của thị trường lao động như một mục tiêu chính của cải cách cơ cấu.
Kim đã tạo ra các thỏa thuận hợp tác giữa doanh nghiệp, lao động và chính phủ để khiến họ hợp tác với nhau trong việc giải quyết các vấn đề tài chính của đất nước.
Sau khi đàm phán tham vấn giữa ba bên, đạo luật tiêu chuẩn lao động đã được Quốc hội sửa đổi vào ngày 13 tháng 2 năm 1998. Theo đạo luật mới, doanh nghiệp hứa đảm bảo tính minh bạch trong quản lý của mình và thực hiện các biện pháp thận trọng khi sa thải nhân viên. Cụ thể, luật đã cung cấp cơ sở pháp lý để điều chỉnh việc làm và chỉ cho phép sa thải sau khi một công ty đã cân nhắc hợp lý lợi ích của người lao động. Mặt khác, người lao động đồng ý thực hiện việc sa thải lao động linh hoạt để tái cơ cấu, đồng thời cam kết hướng tới nâng cao năng suất và hợp tác với doanh nghiệp về tiền lương và giờ làm việc. Về phía chính phủ, chính phủ cam kết tăng cường các chương trình hỗ trợ của mình bằng cách cung cấp đào tạo nghề và thông tin về việc làm lại. Các lựa chọn việc làm mới như làm việc tạm thời, việc làm bán thời gian và làm việc tại nhà đã được phát triển. Để đối phó với tình trạng sa thải quy mô lớn dự kiến từ cuộc khủng hoảng kinh tế và quá trình tái cơ cấu, chính phủ cũng cam kết tăng cường và mở rộng phạm vi bảo hiểm thất nghiệp.

### Cơ sở hạ tầng mạng
Chính quyền Kim Dae-jung đã xây dựng cơ sở hạ tầng ICT tốc độ cao trên toàn quốc, thúc đẩy các doanh nghiệp CNTT và mạo hiểm làm nguồn tăng trưởng trong tương lai. Trong bài phát biểu nhậm chức, ông bày tỏ tầm nhìn để Hàn Quốc tiến lên "từ hàng ngũ xã hội công nghiệp... vào hàng ngũ xã hội tri thức và dựa trên thông tin, nơi kiến thức và thông tin vô hình sẽ là động lực cho phát triển kinh tế". Ngày nay, Hàn Quốc là một trong những quốc gia có nền công nghệ phát triển nhất thế giới với có cơ sở hạ tầng mạng được kết nối tốt.

### Đối ngoại với Bắc Triều Tiên

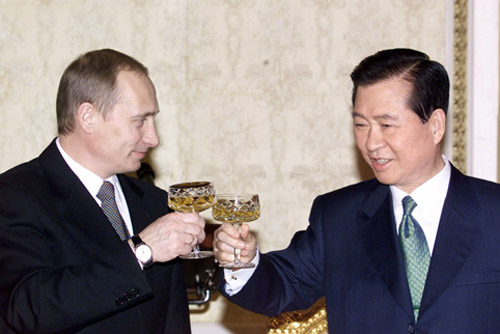
Tổng thống Nga Vladimir Putin ăn tối với Kim Dae-Jung vào tháng 2 năm 2001.

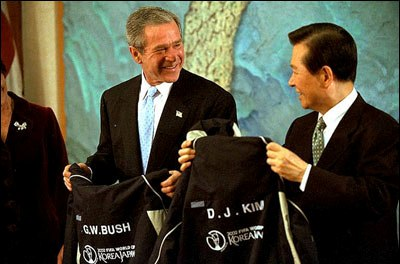
Tổng thống George W. Bush và Tổng thống Hàn Quốc Kim Dae-Jung tại Nhà Xanh, Seoul, Hàn Quốc vào năm 2002.

Đối với Triều Tiên, chính quyền Kim Dae-jung thực hiện một đường lối ngoại giao mềm dẻo được biết dưới tên chính sách Ánh dương. Trong khi lên án các hành động khiêu khích quân sự của Bình Nhưỡng, Hàn Quốc tuyên bố không có ý định tái chiếm miền Bắc bằng bất kỳ cách thức nào và tìm cách cường hợp tác giữa hai miền, tránh xung đột và chính trị hóa các sự vụ. Kết quả là các gia đình bị ly tán giữa hai miền đã có cuộc gặp gỡ hiếm hoi, các công ty Hàn Quốc được phép đầu tư có giới hạn ở miền gần biên giới hai nước và Hàn Quốc cũng như cộng đồng quốc tế có kênh tiếp cận cho các mục đích viện trợ nhân đạo. Đỉnh điểm của chính sách này là hội nghị thượng định có tính lịch sử năm 2000 giữa Kim Dae-jung và lãnh tụ Triều Tiên Kim Jong-il. Điều này đã giúp Kim Dae-jung nhận giải Nobel Hòa bình năm 2000, nhưng cũng có những chỉ trích rằng chính sách này đã che đậy các tội ác tàn bạo ở miền Bắc trong thời gian đó cũng như chuyển giao một khoản tiền viện trợ lớn cho chính phủ Bình Nhưỡng nhằm đổi lấy thỏa thuận. Năm 2003, Chánh văn phòng Nội các của Kim là Park Ji-won đã phải chịu án tù 12 năm với một số cáo buộc, trong đó có liên quan tới việc Hyundai trả tiền cho Hội nghị liên Triều. Park đóng vai trò then chốt trong việc sắp xếp Hội nghị thượng đỉnh liên Triều đầu tiên. Vào tháng 5 năm 2006, ông ta bị kết án ba năm tù. Park được trả tự do vào tháng 2 năm 2007 và được ân xá vào tháng 12 năm 2007. Cũng để thuyết phục Triều Tiên tham dự hội nghị thượng đỉnh, một số "tù nhân dài hạn chưa cải đạo" do Hàn Quốc giam giữ đã được thả và trở về Triều Tiên.

## Những năm cuối đời

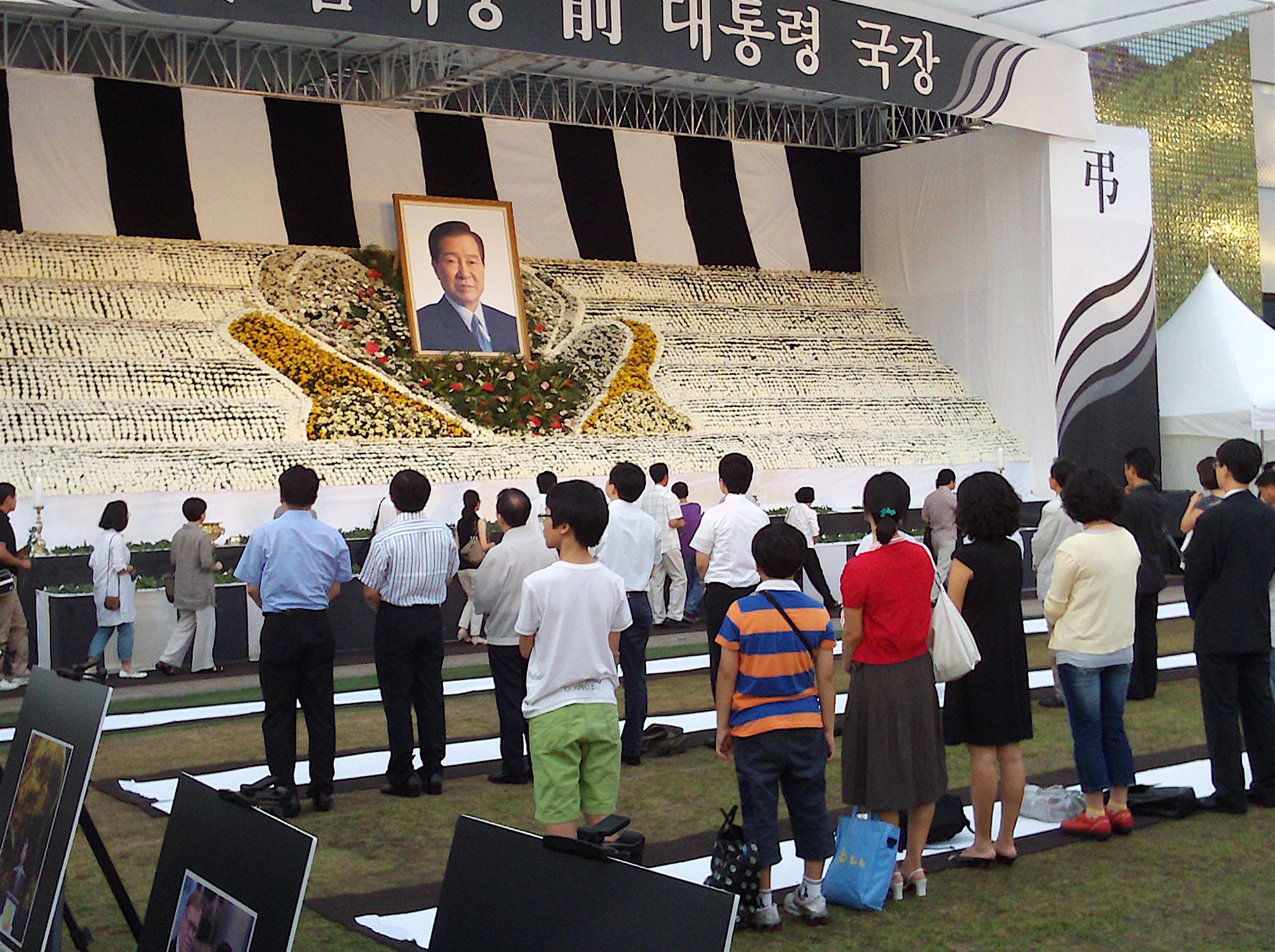
Quốc tang của ông Kim năm 2009

Kim Dae-jung đã tăng cường thực hiện những biện pháp ngăn chặn việc chống lại Triều Tiên để có thể giải trừ vũ khí hạt nhân và bảo vệ cho chính sách Ánh dương của mình. Ông nhận bằng tiến sĩ danh dự của Đại học Portland vào ngày 17 tháng 4 năm 2008.
Kim Dae-jung mất ngày 18 tháng 8 năm 2009 tại Bệnh viện Đại học Yonsei ở Seoul. Nguyên nhân của cái chết được cho là Hội chứng rối loạn chức năng đa cơ quan. Một tang lễ liên tôn giáo cấp quốc gia được tổ chức cho ông vào ngày 23 tháng 8 trước tòa nhà Quốc hội, với đám rước đưa thi hài ông tới Nghĩa trang Quốc gia Seoul bằng nghi thức Công giáo. Ông là người thứ ba trong lịch sử Hàn Quốc nhận nghi thức quốc tang. Một bức điện tín do Wikileaks tiết lộ cho thấy một vị Đại sứ quán Hoa Kỳ đã mô tả ông là "tổng thống cánh tả đầu tiên của Hàn Quốc".